# ASTROS

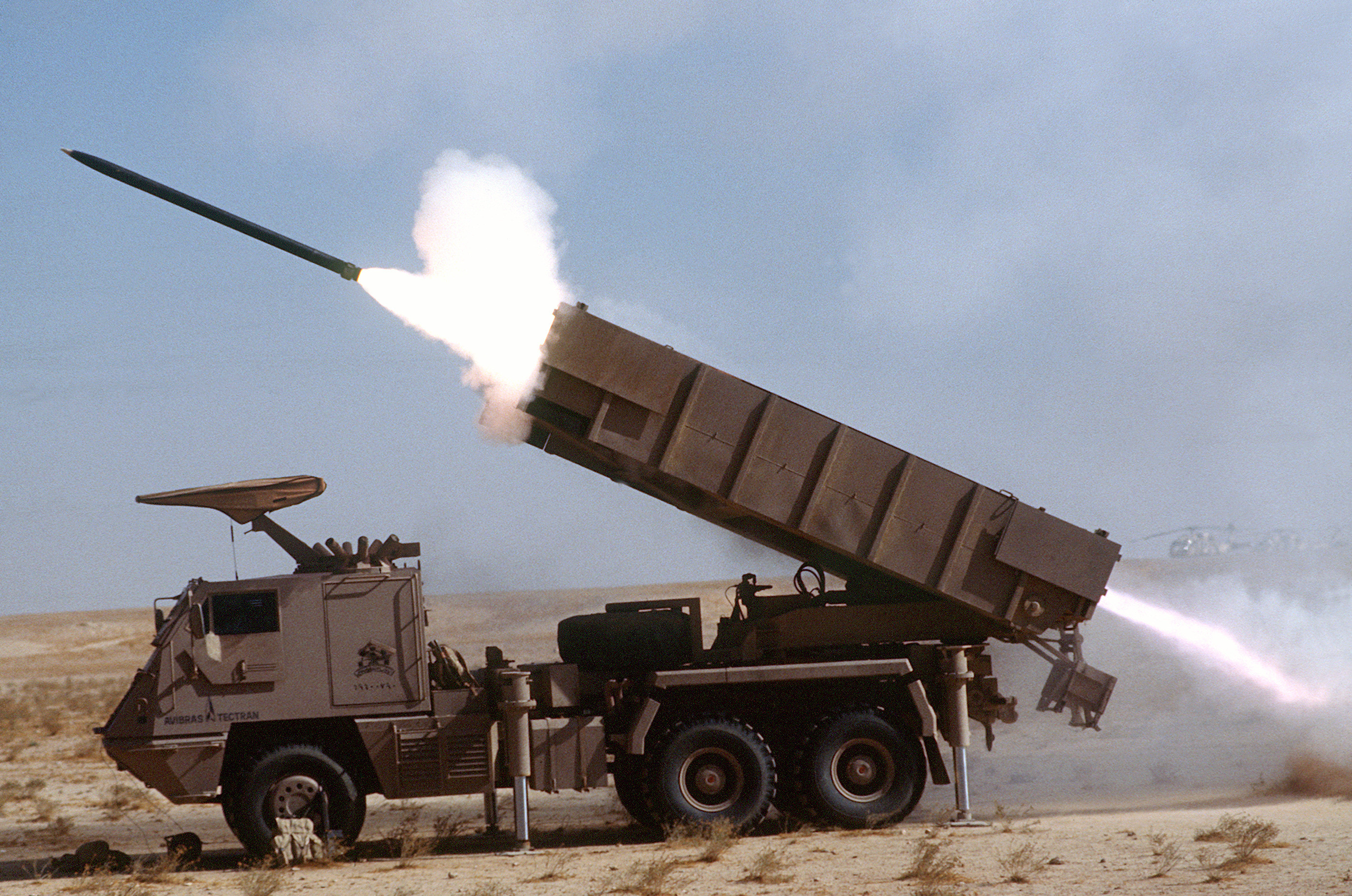
SS-30を発射するサウジアラビア陸軍のASTROS II

ASTROS（アストロス）は、ブラジルAvibras Indústria Aeroespacial社の多連装ロケットシステム。ASTROSとは、Artillery SaTuration ROcket Systemの頭字語である。

## 構成
1983年より配備されたASTROS IIは通常、1個大隊分の構成は、指揮車両（AV-VCC）1両の指揮下に3個中隊が編成される。1個中隊は、汎用ランチャー車両（AV-LMU）、弾薬給弾車（AV-RMD）各6両、砲術指揮車（AV-PCC）、管制車（AV-UCF）、作業車（AV-OFVE）、気象観測車（AV-MET）各1両からなる。弾薬は目的に応じて5種が使用可能であり、ランチャー車両の変更を伴わずに使用できる柔軟性を有している。
対地上戦、沿岸防衛を目的とするシステムであり、沿岸防衛時には索敵・運用を担当するAV-CBOと組み合わせることも可能である。

## 車両
車両はテクトラン社の6x6または4x4の装甲車をベースとしており、KC-390やC-130輸送機による輸送に対応している。
エンジンはメルセデス・ベンツの280hpのものが使用され、自衛目的の火器として、機関銃を車両上面に搭載している。

## 弾薬
距離・目標に応じて異なる弾薬を使用する。AV-RMDには2斉射分の補給能力がある。
SS-30
127mmロケット弾、32発を装填可能。有効射程は9kmから30km
SS-40
180mmロケット弾、16発を装填可能。有効射程は15kmから45km
SS-60
300mmロケット弾、4発を装填可能。有効射程は20kmから60km
SS-80
300mmロケット弾、4発を装填可能。有効射程は22kmから90km
AV/MT300
射程300km、弾頭重量200Kgの巡航ミサイル。

## 運用
湾岸戦争において、サウジアラビア陸軍のASTROS IIが使用されている。

## 運用者
- ブラジル
- マレーシア
- カタール
  - カタール陸軍 - 2023年時点で、6両のASTROS II Mk3を保有している[6]。
- サウジアラビア